# Водопроникні гірські породи
Водопроникні гірські породи (рос. водопроницаемые горные породы, англ. permeable rocks; нім. wasserführendes Gesteine n pl) – пористі або тріщинуваті гірські породи, по яким можливий рух підземних вод. Добре проникні породи – галька, гравій, піски, тріщинуваті та закарстовані породи.
Див. водопроникність гірських порід.